# Fumiya Kitajima
Fumiya Kitajima (japanisch 北島 郁哉 Kitajima Fumiya; * 20. November 2005 in Tosu, Präfektur Saga) ist ein japanischer Fußballspieler.

## Karriere
Fumiya Kitajima erlernte das Fußballspielen in Jugendmannschaft von Sagan Tosu. Hier unterschrieb er am 1. Februar 2024 auch seinen ersten Profivertrag. Der Verein aus Tosu spielte in der ersten Liga, der J1 League. Sein Erstligadebüt gab Kitajima am 31. Mai 2024 (17. Spieltag) im Heimspiel gegen den FC Tokyo. Bei der 0:1-Heimniederlage wurde er in der 82. Minute für Taichi Kikuchi eingewechselt. In seiner ersten Profisaison bestritt er vier Erstligaspiele. Am Ende der Saison 2024 belegte er mit Sagan Tosu den letzten Tabellenplatz und musste somit in die zweite Liga absteigen.